# Omar Porras
Omar Porras, né le 9 juillet 1963 à Bogota, est un acteur, directeur et metteur en scène de théâtre.

## Biographie
Né en 1963 à Bogota,, Omar Porras part pour la France en 1985. Il se forme à la danse et au théâtre au cours d’expériences artistiques en Europe.
En 1990, il fonde à Genève le Teatro Malandro, centre de création, de formation et de recherche où il développe une démarche créative personnelle, basée sur le mouvement. Sa technique théâtrale s’inspire à la fois de traditions occidentale et orientale, comme la biomécanique, le théâtre balinais, indien et japonais,.
Parallèlement à ses mises en scène, il interprète des rôles dans la plupart de ses spectacles. Depuis 2001, il organise et dirige également plusieurs ateliers qui permettent aux comédiens de développer le travail de l'acteur et du jeu masqué, ainsi que la conscience du geste dans un dessein plus large qui vise une théâtralité organique. Que ce soit à la Haute école de théâtre de Suisse romande (HETSR) à Lausanne, à l'Atelier de Paris Carolyn Carlson, au Théâtre du Grand T à Nantes et au Shizuoka Performing Arts Center (SPAC) à Shizuoka.
Dès ses débuts, le metteur en scène explore des mythes comme celui des Bacchantes, Don Quichotte, Faust ou encore Don Juan. Ses mises en scène se distinguent par leur caractère hautement métaphorique, philosophique voire politique. À l’invitation de théâtres d'Europe, du Japon et d'Amérique latine, il met également en scène plusieurs opéras et spectacles musicaux,.
Le théâtre d’Omar Porras se fonde sur le texte mais ne se met pas pour autant servilement à son service: l’adaptation joue un rôle central dans le processus de création du Teatro Malandro. Pour être l’objet de libres explorations de la part des comédiens et du metteur en scène, le texte doit s’émanciper de son carcan littéraire et s’ouvrir à l’improvisation,.
Omar Porras mêle l’art de l’acteur, du masque, de la marionnette, la danse et la musique ; il place le corps au centre de ses recherches théâtrales, dans un travail d’harmonisation entre l’acte et la parole.
En 2007, il est invité à monter à la Comédie-Française la pièce Pedro et le commandeur d'après Lope de Vega
En 2014, il est nommé directeur du TKM Théâtre Kléber-Méleau,, installé dans l'ancienne usine à gaz de Renens et créé en 1979 par Philippe Mentha. Il rentre en fonction le 1er juillet 2015.

## Mises en scène
- Ubu roi, Alfred Jarry, 1991
- Faust, Marlowe, 1993
- La Visite de la vieille dame, Friedrich Dürrenmatt, 1993, 2004, 2015/2016
- Othello, William Shakespeare, 1995
- Strip-tease, Sławomir Mrożek, 1997
- Noces de sang, Federico Garcia Lorca, 1997
- Les Bacchantes, Euripide, 2000
- Ay ! QuiXote, d'après Miguel de Cervantes, 2001
- L'Histoire du soldat, Charles-Ferdinand Ramuz et Igor Stravinsky, 2003-2004, 2015
- 2005 : El Don Juan d'après Tirso de Molina, Théâtre de la Ville, Théâtre de la Croix-Rousse
- Pedro et le Commandeur, Lope de Vega, Comédie-Française, 2006[7]
- L'Elisir d'amore, Gaetano Donizetti, 2006
- Le Barbier de Séville, Giovanni Paisiello, 2006
- Maître Puntila et son valet Matti, Bertolt Brecht, 2007
- La Flûte enchantée, Wolfgang Amadeus Mozart, 2007
- La Périchole, Jacques Offenbach, 2008
- Les Fourberies de Scapin, Molière, 2009
- Bolivar, fragments d'un rêve, William Ospina, 2010
- L'Éveil du printemps, Frank Wedekind, 2011
- La Grande-duchesse de Gérolstein, Jacques Offenbach, 2011-2012
- Roméo et Juliette, William Shakespeare, 2012
- Les Cabots, pièce chorégraphique, Compagnie Alias, 2012
- La Dame de la mer, d'après Henrik Ibsen, 2013-2014
- Amour et Psyché, d'après Molière, 2017
- Coronis, 2019
- Le Conte des contes, 2019

- Les Fourberies de Scapin, d'après Molière, 2022[11]
- La Tempête' ou La voix du vent,  d'après Shakespeare, 2024[12]

## Récompenses
- 1994 : Prix romand des spectacles indépendants
- 2007 : Nuit des Molières, nommé dans Meilleur spectacle public et Meilleure adaptation
- 2007 : Ordre national du mérite de Colombie, pour l'ensemble de son œuvre
- 2008 : Médaille du mérite culturel de Colombie[13]
- 2014 : Grand prix suisse de théâtre, prix qui remplace l'anneau Hans-Reinhart, par la Société suisse du théâtre[3].

## Publication
- Ma Colombine : un voyage en Colombie, juin 2017, dessins et guide Omar Porras, textes et photographie de Fabrice Melquiot, graphisme de Jeanne Roualet — Ma Colombine, la pièce : solo pour Omar Porras inspiré de sa propre histoire par Fabrice Melquiot ; Genève, La Joie de lire, 2019  (ISBN 978-2-88908-480-7)[14]